# Kate Jennings Grant

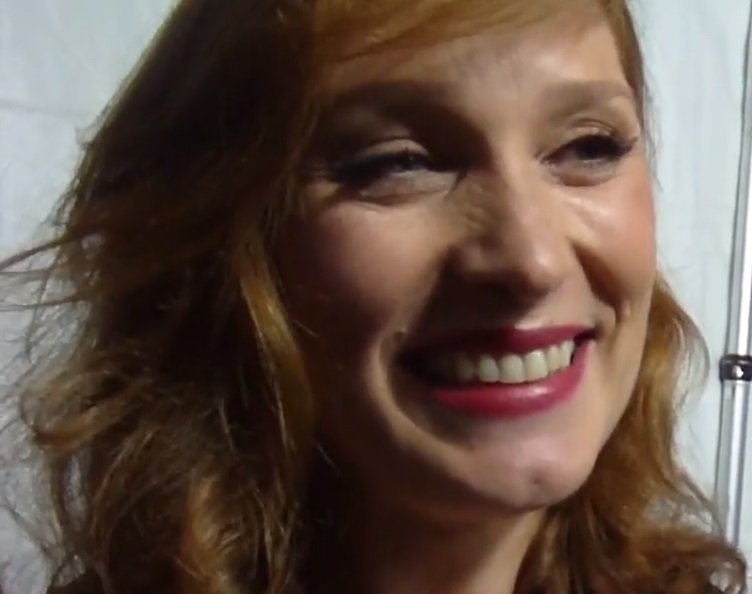
Kate Jennings Grant

Kate Jennings Grant (* 23. März 1970 in Elizabeth, New Jersey) ist eine US-amerikanische Theater- und Filmschauspielerin.

## Leben
Kate Jennings Grant wurde nach ihrem Abschluss an der Juilliard School in New York City als Theater- und Musicaldarstellerin tätig. Sie spielte auch in Broadway- und Off-Broadway-Stücken. Ab Mitte der 2000er Jahre war sie vermehrt in Film- und Fernsehproduktionen zu sehen. So spielte sie 2006 die Passagierin Lauren Grandcolas im 911-Drama Flug 93 und 2008 als Diane Sawyer im Historienfilm Frost/Nixon. 2016 wirkte sie als Louise Herrick in der Serie Notourious mit.

## Filmografie (Auswahl)
- 1998: Liebe in jeder Beziehung (The Object of My Affection)
- 2004: The Dead Will Tell
- 2006: Forgiven
- 2006: Flug 93 (United 93)
- 2006: Unbekannter Anrufer (When a Stranger Calls)
- 2008: Frost/Nixon
- 2009: Lieber verliebt (The Rebound)
- 2010: Love and other Drugs – Nebenwirkung inklusive (Love and other Drugs)
- 2011: Pan Am (Fernsehserie, 2 Folgen)
- 2014: Alpha House (Comedyserie, 4 Folgen)
- 2016: Notorious (Fernsehserie, 10 Folgen)
- 2022: Pretty Little Liars: Original Sin (Fernsehserie, 9 Folgen)